# کارلتون (تگزاس)
کارلتون (به انگلیسی: Carlton) یک منطقهٔ مسکونی در ایالات متحده آمریکا است که در شهرستان همیلتون، تگزاس واقع شده‌است.